# 공급의 법칙
공급의 법칙(Law of supply)은 다른 모든 조건이 동일하다고 가정할 때 재화의 가격이 상승하면 공급량은 증가하고, 가격이 하락하면 공급량이 감소하는 가격과 공급량 사이의 비례 관계를 '공급의 법칙'이라고 한다.
즉 공급의 법칙은 가격이 원인 (독립변수)이고 이에따른  공급량이 결과 (종속변수)인 관계로 시장에서 공급이 증가하여 재화가 넘쳐나면 가격이 하락하고, 공급이 감소하여 재화가 희귀해지면 가격이 상승하는 현상과는 완전히 다른 개념이다.

## 같이 보기
- 수요의 법칙
- 수요와 공급